# William Schallert
William Joseph Schallert (Los Angeles, 6 luglio 1922 – Pacific Palisades, 8 maggio 2016) è stato un attore statunitense.
Ha recitato in oltre 90 film dal 1947 al 2007 ed è apparso in oltre 260 produzioni televisive dal 1951 al 2011. È stato accreditato anche con il nome Bill Schallert.

## Biografia
William Schallert nacque a Los Angeles il 6 luglio 1922, figlio di Elza Emily (nata Baumgarten) e di Edwin Francis Schallert, critico drammatico per il Los Angeles Times.

## Filmografia

### Cinema
- Doctor Jim, regia di Lew Landers (1947)
- La superba creola (The Foxes of Harrow), regia di John M. Stahl (1947)
- Il re dell'Africa (Mighty Joe Young), regia di Ernest B. Schoedsack (1949)
- Sgomento (The Reckless Moment), regia di Max Ophüls (1949)
- Intermezzo matrimoniale (Perfect Strangers), regia di Bretaigne Windust (1950)
- Lonely Heart Bandits, regia di George Blair (1950)
- Il mio bacio ti perderà (Belle Le Grand), regia di Allan Dwan (1951)
- The Man from Planet X, regia di Edgar G. Ulmer (1951)
- La prova del fuoco (The Red Badge of Courage), regia di John Huston (1951)
- M, regia di Joseph Losey (1951)
- Omertà (The People Against O'Hara), regia di John Ford (1951)
- Bannerline, regia di Don Weis (1951)
- La regina dei pirati (Anne of the Indies), regia di Jacques Tourneur (1951)
- La vendicatrice dei sioux (Rose of Cimarron), regia di Harry Keller (1952)
- Lo sprecone (Just This Once), regia di Don Weis (1952)
- Cantando sotto la pioggia (Singin' in the Rain), regia di Gene Kelly e Stanley Donen (1952)
- L'impero dei gangster (Hoodlum Empire), regia di Joseph Kane (1952)
- Paula, regia di Rudolph Maté (1952)
- Tempesta sul Tibet (Storm Over Tibet), regia di Andrew Marton (1952)
- Holiday for Sinners, regia di Gerald Mayer (1952)
- Sally e i parenti picchiatelli (Sally and Saint Anne), regia di Rudolph Maté (1952)
- Captive Women, regia di Stuart Gilmore (1952)
- Flat Top, regia di Lesley Selander (1952)
- Invasione USA (Invasion U.S.A.), regia di Alfred E. Green (1952)
- Immersione rapida (Torpedo Alley), regia di Lew Landers (1952)
- Il cantante di jazz (The Jazz Singer), regia di Michael Curtiz (1952)
- La congiura di montecristo (Sword of Venus), regia di Harold Daniels (1953)
- L'isola del piacere (The Girls of Pleasure Island), regia di Alvin Ganzer (1953)
- Port Sinister, regia di Harold Daniels (1953)
- Rivolta al blocco 11 (Riot in Cell Block 11), regia di Don Siegel (1954)
- Il tesoro di Capitan Kidd (Captain Kidd and the Slave Girl), regia di Lew Landers (1954)
- Prigionieri del cielo (The High and the Mighty), regia di William A. Wellman (1954)
- Attacco alla base spaziale U.S. (Gog), regia di Herbert L. Strock (1954)
- Assalto alla terra (Them!), regia di Gordon Douglas (1954)
- La spia dei ribelli (The Raid), regia di Hugo Fregonese (1954)
- Il colpevole è tra noi (Shield for Murder), regia di Howard W. Koch, Edmond O'Brien (1954)
- Tobor - Il re dei robot (Tobor the Great), regia di Lee Sholem (1954)
- Squadra investigativa (Down Three Dark Streets), regia di Arnold Laven (1954)
- Pioggia di piombo (Black Tuesday), regia di Hugo Fregonese (1954)
- Segnale di fumo (Smoke Signal), regia di Jerry Hopper (1955)
- I cadetti della 3ª brigata (An Annapolis Story), regia di Don Siegel (1955)
- Top of the World, regia di Lewis R. Foster (1955)
- Bobby Ware Is Missing, regia di Thomas Carr (1955)
- Bombardamento alta quota (Hell's Horizon), regia di Tom Gries (1955)
- Glory, regia di David Butler (1956)
- Il cavaliere senza volto (The Lone Ranger), regia di Stuart Heisler (1956)
- Il marchio del bruto (Raw Edge), regia di John Sherwood (1956)
- Il mercenario della morte (Gunslinger), regia di Roger Corman (1956)
- La legge del Signore (Friendly Persuasion), regia di William Wyler (1956)
- Come le foglie al vento (Written on the Wind), regia di Douglas Sirk (1956)
- Radiazioni BX: distruzione uomo (The Incredible Shrinking Man), regia di Jack Arnold (1957)
- Il vestito strappato (The Tattered Dress), regia di Jack Arnold (1957)
- The Girl in the Kremlin, regia di Russell Birdwell (1957)
- La banda degli angeli (Band of Angels), regia di Raoul Walsh (1957)
- Tormento di un'anima (Man on Fire), regia di Ranald MacDougall (1957)
- La tragedia del Rio Grande (Man in the Shadow), regia di Jack Arnold (1957)
- L'inferno ci accusa (The Story of Mankind), regia di Irwin Allen (1957)
- Il trapezio della vita (The Tarnished Angels), regia di Douglas Sirk (1957)
- La meteora infernale (The Monolith Monsters), regia di John Sherwood (1957)
- Giovani gangsters (Juvenile Jungle), regia di William Witney (1958)
- Lama alla gola (Cry Terror!), regia di Andrew L. Stone (1958)
- Inferno sul fondo (Torpedo Run), regia di Joseph Pevney (1958)
- Qualcuno verrà (Some Came Running), regia di Vincente Minnelli (1958)
- The Beat Generation, regia di Charles F. Haas (1959)
- Innamorati in blue jeans (Blue Denim), regia di Philip Dunne (1959)
- La notte senza legge (Day of the Outlaw), regia di André De Toth (1959)
- Il letto racconta (Pillow Talk), regia di Michael Gordon (1959)
- Guadalcanal ora zero (The Gallant Hours), regia di Robert Montgomery (1960)
- Solo sotto le stelle (Lonely Are the Brave), regia di David Miller (1962)
- Paradise Alley, regia di Hugo Haas (1962)
- Shotgun Wedding, regia di Boris Petroff (1963)
- Philbert (Three's a Crowd), regia di Richard Donner (1963)
- La calda notte dell'ispettore Tibbs (In the Heat of the Night), regia di Norman Jewison (1967)
- L'ora delle pistole (Hour of the Gun), regia di John Sturges (1967)
- Costretto ad uccidere (Will Penny), regia di Tom Gries (1968)
- A tutto gas (Speedway), regia di Norman Taurog (1968)
- Sam Whiskey, regia di Arnold Laven (1969)
- Il computer con le scarpe da tennis (The Computer Wore Tennis Shoes), regia di Robert Butler (1969)
- Colossus: The Forbin Project, regia di Joseph Sargent (1970)
- The Trial of the Catonsville Nine, regia di Gordon Davidson (1972)
- Chi ucciderà Charley Varrick? (Charley Varrick), regia di Don Siegel (1973)
- Peege, regia di Randal Kleiser (1973)
- L'uomo più forte del mondo (The Strongest Man in the World), regia di Vincent McEveety (1975)
- Tunnel Vision, regia di Neal Israel e Bradley R. Swirnoff (1976)
- Lo straccione (The Jerk), regia di Carl Reiner (1979)
- Hangar 18, regia di James L. Conway (1980)
- Ai confini della realtà (Twilight Zone: The Movie), regia di Joe Dante, John Landis (1983)
- Gremlins, regia di Joe Dante (1984)
- Teachers, regia di Arthur Hiller (1984)
- Salto nel buio (Innerspace), regia di Joe Dante (1987)
- House Party 2, regia di George Jackson, Doug McHenry (1991)
- Matinee, regia di Joe Dante (1993)
- Beethoven 2 (Beethoven's 2nd), regia di Rod Daniel (1993)
- Sweetzer, regia di Wayne Reynolds (2007)

### Televisione
- Family Theatre – serie TV, un episodio (1951)
- Fireside Theatre – serie TV, 3 episodi (1951)
- Space Patrol – serie TV, 2 episodi (1951-1952)
- Rebound – serie TV, un episodio (1952)
- Mr. & Mrs. North – serie TV, un episodio (1953)
- The Whistler – serie TV, episodio 1x09 (1954)
- Waterfront – serie TV, un episodio (1955)
- The Man Behind the Badge – serie TV, un episodio (1955)
- The Man Who Tore Down the Wall – film TV (1955)
- Front Row Center – serie TV, un episodio (1955)
- Commando Cody: Sky Marshal of the Universe – serie TV, 3 episodi (1955)
- Scienza e fantasia (Science Fiction Theatre) – serie TV, episodio 1x22 (1955)
- Four Star Playhouse – serie TV, 2 episodi (1955)
- Studio 57 – serie TV, un episodio (1955)
- TV Reader's Digest – serie TV, episodio 2x10 (1955)
- Cavalcade of America – serie TV, un episodio (1956)
- Ford Star Jubilee – serie TV, un episodio (1956)
- Matinee Theatre – serie TV, 2 episodi (1955-1956)
- It's a Great Life – serie TV, 2 episodi (1955-1956)
- You Are There – serie TV, un episodio (1956)
- Lux Video Theatre – serie TV, 5 episodi (1955-1956)
- Screen Directors Playhouse – serie TV, episodi 1x04-1x32 (1955-1956)
- Schlitz Playhouse of Stars – serie TV, un episodio (1956)
- Combat Sergeant – serie TV, episodio 1x06 (1956)
- The Ford Television Theatre – serie TV, un episodio (1956)
- Playhouse 90 – serie TV, 2 episodi (1956)
- Massacre at Sand Creek – film TV (1956)
- The Gray Ghost – serie TV, episodio 1x19 (1957)
- The O. Henry Playhouse – serie TV, un episodio (1957)
- Climax! – serie TV, 2 episodi (1954-1957)
- Avventure in elicottero (Whirlybirds) – serie TV, un episodio (1957)
- Code 3 – serie TV, un episodio (1957)
- Goodyear Theatre – serie TV, episodio 1x05 (1957)
- Zorro – serie TV, un episodio (1957)
- Il carissimo Billy (Leave It to Beaver) – serie TV, un episodio (1957)
- Hey, Jeannie! – serie TV, 4 episodi (1958)
- Sugarfoot – serie TV, episodio 1x11 (1958)
- The Gale Storm Show: Oh, Susanna! – serie TV, un episodio (1958)
- Meet McGraw – serie TV, un episodio (1958)
- Letter to Loretta – serie TV, 2 episodi (1958)
- The Adventures of Jim Bowie – serie TV, 8 episodi (1957-1958)
- The George Burns and Gracie Allen Show – serie TV, 4 episodi (1955-1958)
- Jefferson Drum – serie TV, un episodio (1958)
- The Texan – serie TV, episodio 1x03 (1958)
- Papà ha ragione (Father Knows Best) – serie TV, un episodio (1958)
- The Silent Service – serie TV, un episodio (1958)
- Shotgun Slade – serie TV, un episodio (1959)
- Maverick – serie TV, episodio 2x26 (1959)
- Peter Gunn – serie TV, episodi 1x28 (1959)
- Steve Canyon – serie TV, 3 episodi (1958-1959)
- Lux Playhouse – serie TV, un episodio (1959)
- Richard Diamond (Richard Diamond, Private Detective) – serie TV, un episodio (1959)
- Five Fingers – serie TV, un episodio (1959)
- Wichita Town – serie TV, episodio 1x06 (1959)
- Disneyland – serie TV, 2 episodi (1959)
- The Donna Reed Show – serie TV, un episodio (1959)
- Black Saddle – serie TV, un episodio (1959)
- Ricercato vivo o morto (Wanted: Dead or Alive) – serie TV, 4 episodi (1958-1959)
- Men Into Space – serie TV, episodio 1x16 (1960)
- Philip Marlowe – serie TV, 5 episodi (1959-1960)
- Lawman – serie TV, un episodio (1960)
- June Allyson Show (The DuPont Show with June Allyson) – serie TV, episodio 1x27 (1960)
- The Jack Benny Program – serie TV, un episodio (1960)
- Carovane verso il west (Wagon Train) – serie TV, 2 episodi (1960)
- The Gambler, the Nun and the Radio – film TV (1960)
- Buick-Electra Playhouse – serie TV, un episodio (1960)
- Ai confini della realtà (The Twilight Zone) – serie TV, un episodio (1960)
- Johnny Ringo – serie TV, 2 episodi (1959-1960)
- Avventure in fondo al mare (Sea Hunt) – serie TV, un episodio (1960)
- Alcoa Presents: One Step Beyond – serie TV, 2 episodi (1959-1960)
- The Red Skelton Show – serie TV, 2 episodi (1960)
- I detectives (The Detectives) – serie TV, un episodio (1960)
- Michael Shayne - serie TV episodio 1x05 (1960)
- Carovana (Stagecoach West) – serie TV, episodio 1x06 (1960)
- Ispettore Dante (Dante) – serie TV, episodio 1x10 (1960)
- Lock Up – serie TV, episodio 2x14 (1960)
- Bat Masterson – serie TV, 2 episodi (1960)
- Gli intoccabili (The Untouchables) – serie TV, un episodio (1961)
- General Electric Theater – serie TV, episodio 9x20 (1961)
- I racconti del West (Zane Grey Theater) – serie TV, 4 episodi (1958-1961)
- Scacco matto (Checkmate) – serie TV, episodio 1x25 (1961)
- The Rifleman – serie TV, 3 episodi (1959-1961)
- Coronado 9 – serie TV, un episodio (1961)
- The Andy Griffith Show – serie TV, un episodio (1961)
- Gunslinger – serie TV, episodio 1x10 (1961)
- The Rebel – serie TV, un episodio (1961)
- 87ª squadra (87th Precinct) – serie TV, un episodio (1961)
- Surfside 6 – serie TV, episodio 2x11 (1961)
- Thriller – serie TV, episodio 2x11 (1961)
- Follow the Sun – serie TV, episodio 1x15 (1961)
- Alfred Hitchcock presenta (Alfred Hitchcock Presents) – serie TV, un episodio (1962)
- Hennesey – serie TV, 2 episodi (1961-1962)
- The Dick Van Dyke Show – serie TV, un episodio (1962)
- Death Valley Days – serie TV, 6 episodi (1955-1962)
- Bonanza – serie TV, un episodio (1962)
- Perry Mason – serie TV, 3 episodi (1957-1962)
- Il dottor Kildare (Dr. Kildare) – serie TV, 2 episodi (1962)
- Tales of Wells Fargo – serie TV, un episodio (1962)
- The Many Loves of Dobie Gillis – serie TV, 24 episodi (1959-1962)
- Lassie – serie TV, un episodio (1962)
- Indirizzo permanente (77 Sunset Strip) – serie TV, 2 episodi (1960-1962)
- The New Breed – serie TV, episodio 1x34 (1962)
- Stoney Burke – serie TV, un episodio (1962)
- Best of Patty Duke – film TV (1963)
- Sam Benedict – serie TV, un episodio (1963)
- Hazel – serie TV, un episodio (1963)
- The Dick Powell Show – serie TV, 2 episodi (1962-1963)
- Have Gun - Will Travel – serie TV, 4 episodi (1957-1963)
- McKeever & the Colonel – serie TV, 2 episodi (1962-1963)
- Ensign O'Toole – serie TV, un episodio (1963)
- Empire – serie TV, un episodio (1963)
- Alcoa Premiere – serie TV, un episodio (1963)
- Gli uomini della prateria (Rawhide) – serie TV, 3 episodi (1959-1963)
- The Lucy Show – serie TV, 2 episodi (1963)
- Archie – film TV (1964)
- The Patty Duke Show – serie TV, 104 episodi (1963-1966)
- Combat! – serie TV, un episodio (1966)
- Il virginiano (The Virginian) – serie TV, episodio 5x09 (1966)
- Pistols 'n' Petticoats – serie TV, un episodio (1967)
- Pattuglia del deserto (The Rat Patrol) – serie TV, un episodio (1967)
- Missione impossibile (Mission: Impossible) – serie TV, un episodio (1967)
- Al banco della difesa (Judd for the Defense) – serie TV, un episodio (1967)
- Star Trek - serie TV, episodio 2x15 (1967)
- Il grande teatro del west (The Guns of Will Sonnett) – serie TV, un episodio (1968)
- The Carol Burnett Show – serie TV, 2 episodi (1967-1968)
- CBS Playhouse – serie TV, un episodio (1968)
- Selvaggio west (The Wild Wild West) – serie TV, 4 episodi (1967-1969)
- Mod Squad, i ragazzi di Greer (The Mod Squad) – serie TV, un episodio (1969)
- Arrivano le spose (Here Come the Brides) – serie TV, 2 episodi (1968-1969)
- Ciao Debby! (The Debbie Reynolds Show) – serie TV, un episodio (1969)
- Vita da strega (Bewitched) – serie TV, un episodio (1969)
- Quella strana ragazza (That Girl) – serie TV, un episodio (1969)
- Room 222 – serie TV, un episodio (1969)
- La terra dei giganti (Land of the Giants) – serie TV, un episodio (1969)
- Get Smart – serie TV, 5 episodi (1967-1970)
- Two Boys – film TV (1970)
- Marcus Welby (Marcus Welby, M.D.) – serie TV, un episodio (1970)
- Bracken's World – serie TV, un episodio (1970)
- Hawaii squadra cinque zero (Hawaii Five-O) – serie TV, 3 episodi (1969-1970)
- La famiglia Partridge (The Partridge Family) – serie TV, un episodio (1971)
- Escape – film TV (1971)
- Funny Face – serie TV, un episodio (1971)
- Un uomo per la città (The Man and the City) – serie TV, 3 episodi (1971)
- The D.A. – serie TV, un episodio (1971)
- Man on a String – film TV (1972)
- F.B.I. (The F.B.I.) – serie TV, 2 episodi (1969-1972)
- Difesa a oltranza (Owen Marshall, Counselor at Law) – serie TV, 2 episodi (1971-1972)
- The Delphi Bureau – serie TV, un episodio (1972)
- Banacek – serie TV, un episodio (1973)
- Kung Fu – serie TV, un episodio (1973)
- Partners in Crime – film TV (1973)
- Ironside – serie TV, 2 episodi (1967-1973)
- Gunsmoke – serie TV, 7 episodi (1957-1973)
- Love Story – serie TV, un episodio (1973)
- Love, American Style – serie TV, 2 episodi (1973)
- L'uomo da sei milioni di dollari (The Six Million Dollar Man) – serie TV, un episodio (1974)
- Remember When – film TV (1974)
- These Are the Days – serie TV (1974) (voce)
- Barnaby Jones – serie TV, un episodio (1974)
- Hijack! – film TV (1974)
- Il cacciatore (The Manhunter) – serie TV, un episodio (1974)
- Death Sentence – film TV (1974)
- Sulle strade della California (Police Story) – serie TV, un episodio (1975)
- Promise Him Anything – film TV (1975)
- Ellery Queen - serie TV, episodio 1x12 (1976)
- La donna bionica (The Bionic Woman) – serie TV, un episodio (1976)
- Bert D'Angelo Superstar – serie TV, un episodio (1976)
- Dawn: Portrait of a Teenage Runaway – film TV (1976)
- Switch – serie TV, un episodio (1976)
- All's Fair – serie TV, un episodio (1976)
- Maude – serie TV, un episodio (1976)
- Tail Gunner Joe – film TV (1977)
- Insight – serie TV, 2 episodi (1974-1977)
- The Nancy Walker Show – serie TV, 13 episodi (1976-1977)
- Apple Pie – serie TV, un episodio (1978)
- The Fisher Family – serie TV, un episodio (1978)
- Nel tunnel dei misteri con Nancy Drew e gli Hardy Boys (The Hardy Boys/Nancy Drew Mysteries) – serie TV, 11 episodi (1977-1978)
- Giorno per giorno (One Day at a Time) – serie TV, un episodio (1978)
- Little Women – serie TV, un episodio (1978)
- Nonno va a Washington (Grandpa Goes to Washington) – serie TV, un episodio (1978)
- Legends of the Superheroes – serie TV (1979)
- Ike (1979) - miniserie televisiva
- Blind Ambition (1979)
- Archie Bunker's Place – serie TV, un episodio (1979)
- La casa nella prateria (Little House on the Prairie) – serie TV, episodi 2x20 (1976) e 6x06 (1979)
- CHiPs – serie TV, episodio 3x15 (1979)
- Lobo (The Misadventures of Sheriff Lobo) – serie TV, 4 episodi (1980)
- Enos – serie TV, un episodio (1981)
- Una famiglia americana (The Waltons) – serie TV, 4 episodi (1980-1981)
- I Puffi – serie TV (Smurfs) (1981)
- Lou Grant – serie TV, 2 episodi (1979-1982)
- Magnum, P.I. – serie TV, un episodio (1983)
- Grace Kelly – film TV (1983)
- Attraverso occhi nudi (Through Naked Eyes) – film TV (1983)
- Matt Houston – serie TV, un episodio (1984)
- Amazons – film TV (1984)
- The Duck Factory – serie TV, un episodio (1984)
- Gidget's Summer Reunion – film TV (1985)
- The Paper Chase – serie TV, un episodio (1985)
- Top Secret (Scarecrow and Mrs. King) – serie TV, un episodio (1986)
- Ai confini della realtà (The Twilight Zone) – serie TV, episodio 1x56 (1986)
- Nord e sud II (North and South, Book II)– miniserie TV, 6 episodi (1986)
- Hotel – serie TV, un episodio (1986)
- Wildfire – serie TV, un episodio (1986)
- Under the Influence – film TV (1986)
- Houston: The Legend of Texas – film TV (1986)
- Simon & Simon – serie TV, un episodio (1987)
- Autostop per il cielo (Highway to Heaven) – serie TV, episodi 4x01-4x02 (1987)
- A cuore aperto (St. Elsewhere) – serie TV, 3 episodi (1986-1987)
- 'Tis the Season to Be Smurfy – film TV (1987)
- Matlock – serie TV, un episodio (1987)
- Un anno nella vita (A Year in the Life) – serie TV, un episodio (1988)
- Bring Me the Head of Dobie Gillis – film TV (1988)
- The New Gidget – serie TV, 44 episodi (1986-1988)
- Still the Beaver – serie TV, 3 episodi (1985-1988)
- Midnight Caller – serie TV, un episodio (1989)
- Ricordi di guerra (War and Remembrance)– miniserie TV, 12 episodi (1988-1989)
- Cross of Fire – film TV (1989)
- In viaggio nel tempo (Quantum Leap) – serie TV, un episodio (1989)
- Timeless Tales from Hallmark – serie TV, un episodio (1990)
- Murphy Brown – serie TV, un episodio (1990)
- Eroe per un giorno (The Incident), regia di Joseph Sargent – film TV (1990)
- L'ispettore Tibbs (In the Heat of the Night) – serie TV, un episodio (1990)
- Santa Barbara – serie TV (1990-1991)
- Held Hostage: The Sis and Jerry Levin Story – film TV (1991)
- Mrs. Lambert Remembers Love – film TV (1991)
- Fish Police – serie TV, un episodio (1992)
- Dinosauri (Dinosaurs) – serie TV, un episodio (1992)
- Un raggio di luna per Dorothy Jane (The Torkelsons) – serie TV, 20 episodi (1991-1992)
- Parker Lewis (Parker Lewis Can't Lose) – serie TV, un episodio (1992)
- Star Trek: Deep Space Nine – serie TV, un episodio (1993)
- Coach – serie TV, 2 episodi (1994)
- La famiglia Bowman (The Good Life) – serie TV, un episodio (1994)
- Shake, Rattle and Rock! – film TV (1994)
- Melrose Place – serie TV, un episodio (1994)
- Per amore della legge (Sweet Justice) – serie TV, un episodio (1994)
- Lois & Clark - Le nuove avventure di Superman (Lois & Clark: The New Adventures of Superman) – serie TV, un episodio (1994)
- CBS Schoolbreak Special – serie TV, un episodio (1994)
- Pappa e ciccia (Roseanne) – serie TV, un episodio (1995)
- Harvey – film TV (1996)
- Dream On – serie TV, 4 episodi (1994-1996)
- E.R. - Medici in prima linea (ER) – serie TV, un episodio (1996)
- To Dance with Olivia – film TV (1997)
- La seconda guerra civile americana (The Second Civil War) – film TV (1997)
- Jumanji – serie TV, un episodio (1998)
- Catastrofici castori (The Angry Beavers) – serie TV, un episodio (1998)
- Pacific Blue – serie TV, un episodio (1999)
- The Patty Duke Show: Still Rockin' in Brooklyn Heights – film TV (1999)
- In tribunale con Lynn (Family Law) – serie TV, un episodio (1999)
- Son of the Beach – serie TV, un episodio (2001)
- The Zeta Project – serie TV, un episodio (2002)
- Le nuove avventure di Scooby-Doo (What's New, Scooby-Doo?) – serie TV, 2 episodi (2003-2005)
- Close to home - Giustizia ad ogni costo (Close to Home) – serie TV, un episodio (2006)
- My Name Is Earl – serie TV, un episodio (2006)
- How I Met Your Mother – serie TV, un episodio (2007)
- Zack e Cody al Grand Hotel (The Suite Life of Zack and Cody) – serie TV, un episodio (2008)
- Recount – film TV (2008)
- Desperate Housewives - I segreti di Wisteria Lane (Desperate Housewives) – serie TV, 2 episodi (2009)
- La vita secondo Jim (According to Jim) – serie TV, un episodio (2009)
- The Deep End – serie TV, un episodio (2010)
- Medium – serie TV, un episodio (2010)
- True Blood – serie TV, 3 episodi (2008-2011)
- Mucchio d'ossa (Bag of Bones)– miniserie TV, 2 episodi (2011)

## Doppiatori italiani
Nelle versioni in italiano delle opere in cui ha recitato, William Schallert è stato doppiato da:
- Gianfranco Bellini in Attacco alla base spaziale U.S., Tobor - Il re dei robot, La tragedia del Rio Grande, Il computer con le scarpe da tennis, Salto nel buio
- Renato Turi in Come le foglie al vento, La banda degli angeli, La meteora infernale
- Dante Biagioni in Star Trek, Zack e Cody al Grand Hotel, Mucchio d'ossa
- Carlo Reali in Teachers, La vita secondo Jim
- Riccardo Mantoni in Assalto alla Terra
- Giovanni Saccenti ne Il marchio del bruto
- Giuseppe Rinaldi in Radiazioni BX: distruzione uomo
- Arturo Dominici ne Il letto racconta…
- Sergio Tedesco in Solo sotto le stelle
- Carlo Alighiero in La calda notte dell'ispettore Tibbs
- Giulio Panicali in L'ora delle pistole
- Manlio Busoni in Costretto ad uccidere
- Luciano De Ambrosis in A tutto gas
- Raffaele Uzzi in L'uomo più forte del mondo
- Romano Ghini in Ellery Queen
- Riccardo Garrone in La casa nella prateria
- Rodolfo Traversa in Ai confini della realtà
- Sandro Iovino in Top Secret
- Ettore Conti in Un raggio di luna per Dorothy Jane
- Dario Penne in Matinee
- Silvio Anselmo in Desperate Housewives - I segreti di Wisteria Lane
- Luca Sandri in How I Met Your Mother
- Andrea Costa in Zorro (ridoppiaggio)